# Rocles (Allier)
Rocles ist eine französische Gemeinde mit 330 Einwohnern (Stand: 1. Januar 2022) im Département Allier in der Region Auvergne-Rhône-Alpes (vor 2016 Auvergne). Sie gehört zum Kanton Souvigny im Arrondissement Moulins.

## Geografie
Rocles liegt im Norden der Auvergne in der historischen Provinz Bourbonnais, etwa 30 Kilometer südwestlich vom Stadtzentrum von Moulins und etwa 45 Kilometer nordnordwestlich von Vichy. Umgeben wird Rocles von den Nachbargemeinden Saint-Hilaire im Norden, Gipcy im Nordosten, Tronget im Osten, Le Montet im Süden, Saint-Sornin im Süden und Südwesten sowie Buxières-les-Mines im Westen.

## Bevölkerungsentwicklung
| Jahr                       | 1962 | 1968 | 1975 | 1982 | 1990 | 1999 | 2006 | 2011 | 2019 |
| -------------------------- | ---- | ---- | ---- | ---- | ---- | ---- | ---- | ---- | ---- |
| Einwohner                  | 363  | 363  | 382  | 419  | 367  | 373  | 362  | 390  | 382  |
| Quellen: Cassini und INSEE |      |      |      |      |      |      |      |      |      |

## Sehenswürdigkeiten
- Kirche St-Saturnin mit Weihwasserbecken aus dem 12. Jahrhundert (Monument historique)
- Priorat, 1780 erbaut
- Burg La Lande aus dem 14. Jahrhundert, seit 2001 Monument historique
- Schloss Franchesse

Siehe auch: Liste der Monuments historiques in Rocles (Allier)

## Persönlichkeiten
- Marcel Génermont (1891–1983), Architekt und Kunsthistoriker